# Cantone di Bessines-sur-Gartempe
Il Cantone di Bessines-sur-Gartempe era una divisione amministrativa dell'arrondissement di Bellac.
A seguito della riforma approvata con decreto del 20 febbraio 2014, che ha avuto attuazione dopo le elezioni dipartimentali del 2015, è stato soppresso.

## Composizione
Comprendeva i comuni di:
- Bessines-sur-Gartempe
- Folles
- Fromental
- Razès
- Saint-Pardoux